# نی پچنیک
نی پچنیک (انگلیسی: Nejc Pečnik؛ زادهٔ ۳ ژانویهٔ ۱۹۸۶) یک بازیکن فوتبال اهل اسلوونی است.
وی همچنین در تیم ملی فوتبال اسلوونی بازی کرده‌است.